# Ангвила на Светском првенству у атлетици у дворани 2014.
Ангвила је учествовала на Светском првенству у атлетици у дворани 2014. одржаном у Сопоту од 7. до 9. марта. Ово је њено седмо у чешће на светским првенствима. Репрезентацију Ангвиле представљала је једна атлетичарка, која се такмичила у трци на 60 метара.
На овом првенству Ангвила није освојила ниједну медаљу. Није било нових националних, личних и рекорда сезоне.

## Учесници
Жене:
- Шинел Проктор — 60 м

## Резултати

### Жене
| Атлетичарка   | Дисциплина | Лични рекорд | Квалификација | Квалификација | Полуфинале            | Полуфинале            | Финале                | Финале  | Детаљи |
| Атлетичарка   | Дисциплина | Лични рекорд | Резултат      | Место         | Резултат              | Место                 | Резултат              | Место   | Детаљи |
| ------------- | ---------- | ------------ | ------------- | ------------- | --------------------- | --------------------- | --------------------- | ------- | ------ |
| Шинел Проктор | 60 м       | 7,81         | 7,91          | 7. у гр. 4    | Није се квалификовала | Није се квалификовала | Није се квалификовала | 38 / 43 |        |